# Терска обала
66° 09′ 11″ N 37° 32′ 31″ E / 66.15306° С; 37.54194° И
Терска обала (рус. Терский бе́рег) историјски је назив за југоисточну и источну обалу Кољског полуострва у западном и северозападном делу акваторије Белог мора. Протеже се од ушћа реке Варзуге до рта Свјатој Нос у дужини од неких 500 километара. Готово целокупна обала лежи унутар арктичког круга. Административно овај део беломорске обале припада Мурманској области Русије, односно подељена је између њеног Терског и Ловозерског рејона.
За разлику од северне Мурманске обале Кољског залива која је доста висока и стрма, Терска обала је већином равна (источни део) или благо издигнута (северни и северозападни део). Источни део обале је неретко јако замочварен. Значајнији водотоци који се уливају у Бело море на овом делу његове обале су реке Поној, Порја, Варзуга, Стрељна, Чавањга, Чапома, Пулонга и Бабја.
Први становници који су стално населили тај део беломорске обале били су руски трговци и истраживачи Помори, највероватније током XII века. Најважнија насеља на обали су села Кузомењ, Устје Варзуги, Тетрино, Стрељна, Чапома, Пјалица, Поној, Лумбовка.